# ドグマ (アダルトビデオ)
ドグマ (Dogma) は、日本のアダルトビデオメーカー。本社は、オムプロダクション内。旧本社所在地は東京都港区六本木2丁目3番3号 三重ビル（解体済み）

## 概要
2001年、ソフト・オン・デマンドの看板監督だったTOHJIRO (伊藤裕一) が設立したディレクターズメーカー。設立当初はTOHJIRO、溜池ゴロー、二村ヒトシと専属女優の森下くるみが所属（溜池ゴローは後に独立）。堤さやか、桃井望、樹若菜らを輩出したメーカーとしても知られる。TOHJIRO監督などによる拘束椅子シリーズや、二村ヒトシ監督のふたなり系シリーズなどが人気。多様な作品をリリースしているが、TOHJIROの作風が際立つこともあり、一般的にはSM、緊縛系メーカーとして知られている。
2021年現在、所属している監督はTOHJIRO、TENUN、ノーマルKIM、太田みぎわ、ひでき、FK2、◆ など。二村ヒトシは2008年に専属監督を離れた。
また、若手監督陣による「ヌーベルバーグ」（ノーマルKIM、もらしやデンポー、浪花乱交、侍・ヴァン）レーベルや、ばば☆ザ☆ばびぃ、カンパニー松尾など社外監督による作品による「ドグマアウト」レーベルがある。他オリジナルレーベル多数。
公式サイト(PC)（携帯）では通信販売やダウンロード販売なども行い、2007年からは英語、韓国語による海外販売にも対応している。また、監督陣や専属女優、所属スタッフなどによる日記やブログ、BBSなども公開されており、ファンによる書き込みも絶えない（BBSはのちに閉鎖）。スタッフブログでは監督以外のスタッフによる日々の撮影の様子や独り言など、AVメーカーの内情を垣間見ることが出来る。
東京六本木の自社ビルには専用の編集室・衣装室・スタジオスペースまでもがある。また、専属の広報・経理・美術部までおり、一AVメーカーとしては異例。これらの活動の一部分も公式サイト内で見ることができる。
2024年にはスタジオの一角を「シアタードクマ」として、映画上映スタジオに改装。以降不定期でAV作品の劇場版製作を行い、上映会を開催する。
“Dogma”（ドグマ）とはドイツ語で「こだわり」の意味で、言葉の響きをTOHJIRO監督が気に入りレーベル名に即決した。また、各宗教・宗派独自の教理・教義・教条という意味もあり、むしろその意味で認知されている面もある。

## 沿革
- 2001年、ソフト・オン・デマンドのグループメーカーとして設立。
- 2002年2月、ソフト・オン・デマンドから独立。販売はアウトビジョン（北都）に移行。
- 2005年、第一回D-1 クライマックス（公式サイト参照）開催。
- 2005年、セルAVメーカーMOODYZと共同で同社のレーベルMOODYZ KILLERでTOHJIRO監督作品アブ ドラマ「蔵の中〜あの世とこの世がまぐわるエロス〜」製作。
- 2006年、ソフト・オン・デマンドと共同で同社のレーベルcolorsでTOHJIRO監督作品アブ ドラマ「ストリッパー」製作。
- 2006年、第二回D-1 クライマックス開催。
- 2006年、星月まゆらが専属女優になる。
- 2007年、編集室、衣装室、第二社屋に移転
- 2007年、公式サイトが英語・韓国語対応。ダウンロード販売開始。
- 2007年、第三回D-1 クライマックス開催（この年を最後に一時中止が発表された）。
- AVグランプリ2009で、星月まゆら、大沢佑香（晶エリー、新井エリー）出演の『ゲロ浣腸エクスタシー X』が配信売上賞に選ばれた[3]。

## 歴代専属女優
| 名前       | 生年月日               | ドグマデビュー作                         | 備考                             |
| ---------- | ---------------------- | ---------------------------------------- | -------------------------------- |
| 森下くるみ | 1979年7月29日（45歳）  | 青い性欲(2001年6月15日)                  | ドグマ発足と同時にSODより移籍    |
| 桜井風花   | 1979年12月24日（45歳） | 女優再生工場(2002年7月10日)              |                                  |
| 木原りんご | 1983年8月8日（41歳）   | 天然うぶ(2002年7月10日)                  |                                  |
| 木下みく   | ????年??月??日         | 秘密の穴(2003年12月10日)                 | 恵ちとせとのカップリングデビュー |
| 恵ちとせ   | 1984年11月11日（40歳） | 秘密の穴(2003年12月10日)                 | 木下みくとのカップリングデビュー |
| Mico       | 1984年10月1日（40歳）  | ファースト・トランス(2004年8月15日)      |                                  |
| 星月まゆら | 1982年12月30日（42歳） | ブルーフィルム(2004年7月8日)             | 専属は2006年8月より              |
| 松嶋りょう | ????年??月??日         | はじらい(2007年12月19日)                 |                                  |
| 七咲楓花   | 1988年7月15日（37歳）  | 強制小便口浣腸 イラマ少女(2009年4月19日) |                                  |

## 主なレーベル
- Dogma
- Dogma Guild
- Dogma out
- CORE
- D1 CLIMAX …2005年よりDogma主催で始まった言わばAVコンテストである。ドグマの主要な監督をはじめ各ジャンルのセルビデオ監督が参加している。一大イベントであったが2007年の第三回D1 CLIMAXをもって突如、一時中止が発表された。

## 主なシリーズ

### TOHJIRO監督作品
- 青い性欲
- 白い性欲
- 赤い性欲
- 拘束椅子レズビアン（現在はK*WEST監督に引き継がれてシリーズ化）。
- 拘束椅子トランス
- 巨乳拘束トランス
- Mトランス
- Mドラッグ
- アナルトランスDX
- 痴女の性欲
- オナニーパラノイア（現在はノーマルKIM監督に引き継がれてシリーズ化）。
- エンドレス・ファッカー
- 縄・M女優 コレクション
- 旦那の目の前で…

### 二村ヒトシ監督作品
- 妹に犯されたい。
- 美しい痴女の接吻とセックス
- 痴女行為中毒になった私たち
- 密室フェロモン
- 発情ダブルま○こ
- ふたなりズム
- ふたなりレズビアン

### ビーバップ・みのる監督作品
- 熟れた友達のお母さんを犯しまくりたい。
- 僕のやさしいママになってください。
- 僕のきれいなお姉さんになってください。
- ギャルまんちょ
- ナンパ☆第三世代
- 全身くすぐり体罰

### TENUN監督作品
- 交尾エロ
- パイレズビアン
- 巨乳マニフェスト
- 乳房ダイナマイト

### 九十九究太監督作品
- オナニー中毒少女（2008年現在はもらしやデンポー監督に引き継がれてシリーズ化）。

### 溜池ゴロー監督作品
- 溜池ゴロー 麗しの○○ペット
- 溜池ゴローの○○ファイル

### その他
- 加藤鷹のPrivate Lesson
- 露出フレンド
- 拘束美少女
- 21世紀オナニーアイテム
- 変態少女のオナニーの楽しみ方